# Oswaldia minor
Oswaldia minor är en tvåvingeart som först beskrevs av Charles Howard Curran 1925.  Oswaldia minor ingår i släktet Oswaldia och familjen parasitflugor. Inga underarter finns listade i Catalogue of Life.